# Herz in Flammen
Herz in Flammen ist ein deutscher Fernsehfilm von Berno Kürten aus dem Jahr 2002 mit Anja Kling und Andreas Brucker in den Hauptrollen, der im Rahmen der Anthologie-Serie Im Zeichen der Sterne bei Das Erste am 31. Mai 2002 zum ersten Mal ausgestrahlt wurde.
Produziert wurde Herz in Flammen von der Ziegler Film.

## Handlung
Frank Fliester ist auf seine Art ein wenig altmodisch. Während sein WG-Mitbewohner Karl Schrobnik nur an Sex und Geld Interesse zeigt, hat er seine romantische Ader noch nicht ganz begraben. Er verschlingt einen Liebesroman nach dem anderen und glaubt somit nicht an Zufälle, nur an Fügungen. Als er unfreiwillig einen Handtaschen-Räuber stellt, lernt er die hübsche Beate Wangenheim kennen. Beide schauen sich in die Augen und wissen: sie sind füreinander bestimmt. Voller Ungeduld sehen sie ihrem ersten Rendezvous entgegen, doch Frank ereilt ein Missgeschick nach dem anderen und er kommt zu spät. Beate ist gerade gegangen und erkundigt sich bei dem Kioskbetreiber, ob er wüsste, wo sie den jungen Mann finden könne, der hier immer Liebesroman kaufen würde. Beates Enttäuschung ist riesig, als sie von dem Mann erfahren muss, dass Frank verheiratet wäre. Sie ahnt nicht, dass Frank diese Notlüge dem alten Mann nur erzählt hat, um sich nicht als Leser von Liebesromanen zu outen. Tief verletzt schwört sie, sich nie wieder zu verlieben. Niemals in niemanden.
Sieben Jahre später ist Frank zu einem Einsiedler geworden. Er hat sich von der Welt zurückgezogen, aber seine verletzten Gefühle wirkungsvoll zu Papier gebracht. Er schreibt unter dem Pseudonym Katharina Goldmesser Romane die mittlerweile ein Millionenpublikum erreichen. Karl ist als Franks Verleger sehr geschäftstüchtig will die Filmrechte des neuesten Goldmesser-Romans an den Topregisseur George Blau verkaufen, als ausgerechnet Beate – inzwischen eine kompetente Wirtschafts-Journalistin – eine Hintergrundgeschichte über die geheimnisvolle Bestseller-Autorin Goldmesser recherchiert. Sie kontaktiert deshalb Verleger Karl Schrobnik, um ein Interview mit Katharina Goldmesser zu erwirken. Karl macht Beate wenig Hoffnung, auf die zurückgezogen lebende „Autorin“. Er erfindet zahlreiche Ausreden warum sie kein Interview bekommen könne, was Beate misstrauisch werden lässt. Aufgrund ihres journalistischen Instinkts merkt Beate, dass hier irgendetwas nicht stimmt. Da sie nicht locker lässt und Karl keine negative Presse über sich haben möchte, bringt er Frank dazu als Sekretär der Autorin zu dem Termin mit Beate zu gehen. Als sich Frank und Beate so unerwartet gegenüberstehen, entflammt sofort die alte Leidenschaft zueinander. Ihre Ansichten über romantische Liebesromane gehen mittlerweile jedoch weit auseinander. Dennoch ist Frank überglücklich seine alte Liebe, wiedergefunden zu haben. Beate will sich aber ihren Gefühlen nicht stellen und ergreift die Flucht. Zudem startet sie einen privaten Rachefeldzug gegen Frank und seinen Verleger. Alle Versuche sich Beate zu erklären scheitern. Erst als sie herausfindet, dass Frank sie vor sieben Jahren nicht hintergangen hat, ist sie bereit sich ihren alten Gefühlen zu stellen. Nachdem sie Verleger Karl dazu bringt, Katharina Goldmesser dann doch öffentlich erscheinen zu lassen, ist sie bereit sich mit Frank zu versöhnen. Sie ahnt noch immer nicht, dass Frank hinter der Maskerade steckt, selbst als sich die beiden nun endlich in die Arme fallen und sich einander ihre Liebe gestehen, ahnt sie noch immer nichts. Karl verspricht, sich etwas einfallen zu lassen. Er plant den letzten Goldmesser-Roman, der in Kürze verfilmt werden soll, auch als das endgültig letzte Werk der „Autorin“ anzukündigen. Doch dazu kommt es nicht, weil Beate die Kleidungsstücke entdeckt, die Frank als Katharina Goldmesser zu dem Interview getragen hatte. Sie macht ihm eine riesen Szene und will es nicht hinnehmen, schon wieder belogen worden zu sein. Wütend schreibt sie einen Enthüllungsartikel, der nicht nur Goldmessers, sondern auch Karls Karriere als Verleger von Liebesromanen beendet. Beate wird daraufhin zur Chefredakteurin befördert. Frank nutzt nun seine letzte Chance und gratuliert Beate zu Beförderung mit einem Manuskript. Er offeriert es in einem Brief als seinen ersten Roman, den er unter eigenem Namen geschrieben und darin seine eigene Geschichte verarbeitet hätte. Allerdings fehle noch den Schluss, zu dem sie beitragen müsse. Nach einer kurzen Bedenkzeit ist sich Beate darüber im Klaren, was sie letztendlich will: Mit Frank glücklich sein. Einen Mann, der zu so tiefen Gefühlen fähig ist, muss man einfach lieben.

## Kritiken
Die Kritiker der Fernsehzeitschrift TV Spielfilm zeigten mit dem Daumen nach unten und schrieben: „Dümmliche Story, hohle Dialoge - wer braucht’s?“. Das Resümee lautete: „Halb Kitschromanze, halb Kasperletheater“.
Der Filmdienst meinte dagegen: „Temperamentvolle Liebeskomödie um die Eigendynamik der (Not-)Lüge und die Macht der Sterne, die nach einigen Verwirrungen ihr Genre gerechtes Happy End findet.“